# Сарыбие
Сарыбие (каз. Сарыбие) — село в Уилском районе Актюбинской области Казахстана. Административный центр Сарыбийского сельского округа. Код КАТО — 155247100.

## Население
В 1999 году население села составляло 1539 человек (762 мужчины и 777 женщин). По данным переписи 2009 года, в селе проживал 1431 человек (710 мужчин и 721 женщина).